# Canton de Luxembourg
Pour les articles homonymes, voir Luxembourg (homonymie).
Cet article concerne le canton. Pour la circonscription électorale ayant existé de 1857 à 1919, voir canton de Luxembourg-Campagne.
Le canton de Luxembourg est un canton luxembourgeois situé dans le sud du Luxembourg. Son chef-lieu est Luxembourg.

## Histoire
Le canton de Luxembourg voit le jour après le rattachement de l'actuel Luxembourg à la France en 1795. Le pays est rattaché au département des Forêts le 24 octobre 1795 et est découpé en districts, en cantons et en communes conformément au décret du 22 décembre 1789 régissant le découpage administratif de la France.
Le 6 mars 1802 le canton est scindé en deux (Luxembourg-Nord et Luxembourg-Sud) puis est réunifié par la loi du 24 février 1843, qui conserve une bonne partie du découpage français du pays, et le canton est rattaché au district de Luxembourg et ce, jusqu'à la suppression des districts en 2015.

## Composition
Ce canton est organisé autour de la capitale du pays, Luxembourg. Son altitude varie de 228 m à 429 m.
Le canton de Luxembourg, d'une superficie de 238,46 km2, est composé de 11 communes :
| Commune                | Superficie | Population | Densité (en hab./km²) |
| ---------------------- | ---------- | ---------- | --------------------- |
| Bertrange              | +0017,39   | +009 097,  | 523,1                 |
| Contern                | +0020,55   | +004 716,  | 229,5                 |
| Hesperange             | +0027,22   | +017 146,  | 629,9                 |
| Luxembourg (chef-lieu) | +0051,46   | +136 161,  | 2 646                 |
| Niederanven            | +0041,36   | +006 990,  | 169                   |
| Sandweiler             | +0007,73   | +003 874,  | 501,2                 |
| Schuttrange            | +0016,1    | +004 466,  | 277,4                 |
| Steinsel               | +0021,81   | +006 018,  | 275,9                 |
| Strassen               | +0010,71   | +010 637,  | 993,2                 |
| Walferdange            | +0007,06   | +008 937,  | 1 265,9               |
| Weiler-la-Tour         | +0017,07   | +002 519,  | 147,6                 |

## Représentation
Le canton de Luxembourg fait partie, avec le canton de Mersch, de la circonscription Centre, une des quatre circonscriptions électorales du Luxembourg.

## Politique et administration

### Liste des députés
De 1841 à 1919, le canton formait une circonscription électorale dans le cadre des élections législatives.

#### Chambre des députés(depuis 1919)
Depuis 1919, le canton n'est plus utilisé comme circonscription électorale et fait dès lors partie de la circonscription Centre.

## Population et société

### Démographie
L'évolution du nombre d'habitants est connue à travers les recensements de la population effectués dans le pays depuis 1821. Les recensements décennaux de la population permettent de caler les chiffres sur la composition de la population par sexe, âge, nationalité et commune de résidence. Entre deux recensements, la population au 1er janvier de l’année {\displaystyle x} est évaluée en ajoutant à la population au 1er janvier de l’année {\displaystyle x-1} les soldes naturel (naissances {\displaystyle -} décès) et migratoire (arrivées {\displaystyle -} départs) de l'année. La même méthode est appliquée pour la répartition par âge au 1er janvier et les effectifs totaux par nationalité. Depuis le 24 février 1843, le Luxembourg dénombre 12 cantons.
Au 1er janvier 2023, le canton comptait 204 358 habitants.
| 1851   | 1871   | 1880   | 1890   | 1900   | 1910   | 1922   | 1930   | 1935   |
| ------ | ------ | ------ | ------ | ------ | ------ | ------ | ------ | ------ |
| 35 194 | 39 755 | 43 499 | 45 397 | 52 062 | 57 828 | 59 740 | 67 907 | 72 221 |

| 1947   | 1960   | 1970    | 1978    | 1979    | 1981    | 1983    | 1984    | 1985    |
| ------ | ------ | ------- | ------- | ------- | ------- | ------- | ------- | ------- |
| 76 900 | 89 492 | 101 654 | 113 916 | 114 441 | 114 225 | 113 280 | 112 880 | 113 220 |

| 1986    | 1987    | 1988    | 1989    | 1990    | 1991    | 1992    | 1993    | 1994    |
| ------- | ------- | ------- | ------- | ------- | ------- | ------- | ------- | ------- |
| 113 610 | 114 350 | 114 872 | 115 314 | 115 082 | 117 471 | 117 899 | 118 600 | 119 767 |

| 1995    | 1996    | 1997    | 1998    | 1999    | 2000    | 2001    | 2002    | 2003    |
| ------- | ------- | ------- | ------- | ------- | ------- | ------- | ------- | ------- |
| 121 155 | 122 880 | 124 433 | 126 198 | 127 320 | 128 821 | 125 019 | 126 534 | 127 327 |

| 2004    | 2005    | 2006    | 2007    | 2008    | 2009    | 2010    | 2011    | 2012    |
| ------- | ------- | ------- | ------- | ------- | ------- | ------- | ------- | ------- |
| 129 361 | 131 064 | 134 270 | 136 616 | 139 390 | 143 697 | 147 017 | 151 592 | 157 397 |

| 2013    | 2014    | 2015    | 2016    | 2017    | 2018    | 2019    | 2020    | 2021    |
| ------- | ------- | ------- | ------- | ------- | ------- | ------- | ------- | ------- |
| 162 464 | 167 199 | 172 332 | 177 969 | 179 369 | 182 607 | 186 533 | 190 671 | 193 509 |

| 2022    | 2023    | - | - | - | - | - | - | - |
| ------- | ------- | - | - | - | - | - | - | - |
| 198 476 | 204 358 | - | - | - | - | - | - | - |

Le graphique qui aurait dû être présenté ici ne peut pas être affiché car il utilise l'ancienne extension Graph, désactivée pour des questions de sécurité. Des indications pour créer un nouveau graphique avec la nouvelle extension Chart sont disponibles ici.